# Juanjo Giménez Peña
Pour les articles homonymes, voir Giménez, Peña et Peña (homonymie).
Juanjo Giménez Peña, né le 18 avril 1963 à Barcelone (Espagne), est un réalisateur espagnol.
Il est surtout connu pour ses films Indirect Free Kick (1997), Rodilla (2009), Nitbus (2007), Maximum Penalty (2005) et Timecode, film qui lui a valu la Palme d'or du court métrage au 69e Festival de Cannes et qui a reçu une nomination à l'Oscar du meilleur court métrage d'action en prises de vues réelles lors de la 89e cérémonie des Oscars,,.
Il est également le fondateur des sociétés de production Nadir Films et Salto de Eje.

## Filmographie
Sauf indication contraire, les informations mentionnées dans cette section peuvent être confirmées par la base de données cinématographiques IMDb,  présente dans la section « Liens externes ».

### Comme réalisateur et scénariste
- 1995 : Especial (con luz)  (court métrage)
- 1995 : Ella está enfadada (court métrage)
- 1997 : Libre indirecto (aussi Indirect Free-Kick, court métrage)
- 2001 : Nos hacemos falta (aussiTilt)
- 2006 : Kurzpässe[Notes 1] (segment Máxima pena (es)
- 2007 : Nitbus (es) (court métrage)
- 2009 : Rodilla: Cromos para ajustar cuentas con la infancia (court métrage)
- 2010 : Esquivar y pegar (documentaire, uniquement réalisateur)
- 2016 : Timecode (court métrage)
- 2021 : En décalage[4]

### Comme producteur
- 2012 : Alfred (es)
- 2012 : Enxaneta (es)
- 2012 : Los increíbles (es)
- 2014 : El Arca de Noé (es)

## Récompenses, nominations et distinctions
Sauf indication contraire, les informations mentionnées dans cette section peuvent être confirmées par la base de données cinématographiques IMDb,  présente dans la section « Liens externes ».
Parmi les 17 prix remportés et ses 24 nominations figurent : 
- 2017 : Prix Goya du meilleur court métrage de fiction pour Timecode
- 2016 : Palme d'or du court métrage pour Timecode

Nominations
- 2017 : Oscar du meilleur court métrage d'action en prises de vues réelles pour Timecode